# جمعية مرشدات المملكة المتحدة
جمعية مرشدات المملكة المتحدة هي المنظمة التوجيهية الوطنية في المملكة المتحدة. بدأت حركة المرشدات في المملكة المتحدة في عام 1910 كمنظمة خاصة للفتيات وتعمل بشكل مماثل لجمعية الكشافة. أعرب الاتحاد عن حركة المرشدات أنها عضوا مؤسسا في الجمعية العالمية للمرشدات وفتيات الكشافة في عام 1928. وفي نهاية عام 2013، كان للإتحاد أكثر من 553,000 عضو ولا يزال أكبر تنظيم شبابي للفتيات في المملكة المتحدة.